# North Duffield
North Duffield – wieś w Anglii, w hrabstwie North Yorkshire, w dystrykcie (unitary authority) North Yorkshire. Leży 17 km na południowy wschód od miasta York i 264 km na północ od Londynu.